# Mark Schultz
Mark Schultz (n. 26 octombrie 1960, Palo Alto, California, SUA) este un luptător ce a reprezentat Statele Unite ale Americii, medaliat olimpic. A participat la 2 ediții ale Jocurilor Olimpice (1984, 1988) în care a câștigat o medalie de aur.